# ساکی ریشوی سیاه
ساکی ریشوی سیاه (نام علمی: Chiropotes satanas) نام یک گونه از سرده ساکی ریشو است.